# Кераміка мая

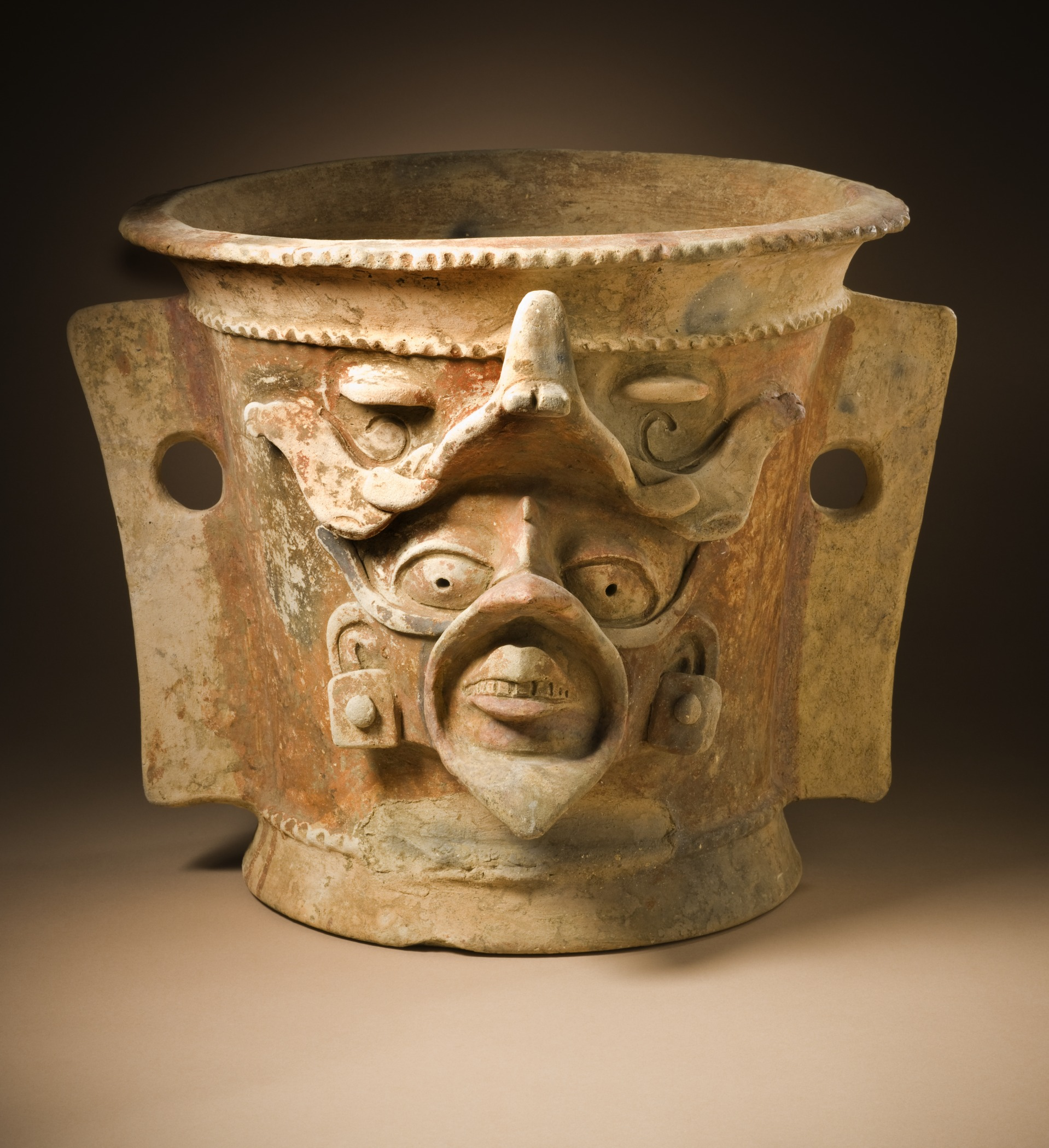
Кераміка мая

Кераміка мая — технологія і вироби з глини, що існували в державах мая в різні періоди існування їхньої цивілізації. Зазнала часткового впливу Теотіуакану і тольтеків.

## Характеристика
Маяни не знали про гончарний круг. При цьому вони досягли високого ступеня досконалості в гончарстві. В області мая кераміка з'являється приблизно після XIV ст. до н. е.
Існувала спеціалізація з виробу керамічної продукції, тому гончарі мали різні позначення: ah bocci chuen, ah chuen kat, ah chuen luum, ah pat, ah izac. Найбільш вагомими були гончарі ah pat cum («той, що виготовляє посудини для їжі») і ah pat ppul («той, виготовляє глечики для рідин» — перш за все води, алкогольний напій балче, що вживалося під час ритуальних та святкових дійств). Гончарством займалися також і жінки, але їх сфера діяльності обмежувалася суто побутовою керамікою.
При формуванню посуду гончарі застосовували як підставку камінь або обрізок товстої дошки, який крутили ногами. Великі предмети виготовлялися стрічковим способом. Поряд з ліпленням від руки застосовувалися також форми: в них відливалися або частини, або цілі вироби. Після цього ставили піч.
Різноманітність керамічних форм і різні види техніки прикраси посуду, зокрема гравіювання, наліпками, розпис та ін., змінювалися в різні періоди та в різних місцевостях. Також частина майстрів застосовувала поєднання глини й мінералів для надання кераміці квітчастого та незвичайного вигляду. Проте її виготовляли не дуже у великих кількостях, зазвичай для правителів і знаті.
Нечисленні зображення гончарів у рукописах, у почесті або неподалік від володарів чи знаті свідчить про буденність цієї професії та не надто високий статус майстрів. При цьому сама професія гончаря була доволі поширена. Керамічними виробами сплачували данину, вони обмінювалися на ринках на інші товари або харчі, експортувалися.

## Матеріал
Основу складала глина. Мая використовували різні породи глини для різних виробів. Її знаходили у відкритих річкових системах гірських долин. Також кожен з видів сприяв створенню спеціального відтінку готової продукції. До глини додавався попіл, пісок, магматична (вулканічна) порода, що пройшла тривалий час змішувалася з глиною.

## Посуд
Основу складав побутовий і ритуальний посуд. Перша (тарілки, глечики, горщики, чаші, великі та маленькі посудини, керо) застосовувалася для зберігання продуктів харчування і напоїв, їх обробки, частково під час вживання їжі. Друга — при жертвопринесеннях, релігійних святах, при похованнях.
Перший посуд був овального вигляду, широкий, з округлим отвором, майже без горловини. Розквіт виробництва такого посуду прийшовся на середині і кінець докласичного періоду мая (з 900 року до н. е. до 250 року н. е.). В наступний період починає з'являться посудини прямокутної форми, для знаті та ритуалів — на підставках у вигляді 4 «ніжок» або біля горловини робили невеличкі ручки. В цей же період (до 550 року) маянські гончарі почали використовувати різні фарби для прикрашення посуду.
Класичний період є часом розквіту кераміки мая. Тут вирізняють два основні етапи: «Цаколь» і «Тепеу». Для першого з цих етапів, більш раннього, характерні посудини циліндричної форми на трьох ніжках, прикрашені головним чином геометричним орнаментом або простими фігурами, намальованими фарбами різних кольорів.
«Тепеу» — час найвищого розквіту керамічного мистецтва мая. Посудини мають вигляд циліндрів, овальних глечиків і тонких чаш — прикрашені вишуканими поліхромними розписами, включаючи зображення людських фігур і ієрогліфічних знаків.
З середини класичного періоду з'являється посуд, що закривався кришкою, що відкривалася за допомогою ручки у вигляді тварини або голови людини. Його часто використовували у храмах, де тримали підношення для богів, або у поховальних обрядах, ставили поряд з небіжчиком.

### Написи на кераміці
Особливим напрямком був розпис керамічного посуду у вигляді зображення міфологічних, ритуальних, палацових і батальних сцен, що є унікальним за своїм багатством і різноманітністю історико-етнографічним джерелом для вивчення міфології, релігії, соціальної організації, побуту еліти в містах мая класичного періоду.
Натепер загальне число відомих фахівцям судин зі сценами, виконаними поліхромним розписом або в техніці різьблення по сирій глині, перевищує 2 тис. Розписи переважно зроблені червоною і чорною фарбами.

## Інші вироби
Маянські майстри в класичний період виготовляли керамічні маски та курильні трубки (для володарів, вищого жрецтва, аристократії), музичні інструменти (флейти та барабани), прості й складові курильні та навіть деякі знаряддя, зокрема тягарці для рибальських мереж, веретена, штампи для нанесення барвистих візерунків на шкіру та ін.
Велике поширення мали статуетки, фігурні судини та свистульки у вигляді тварини або людини. Іноді вони передають цілі сцени — мисливець, що вполював оленя, жінка з дитиною на спині меле кукурудзу. Багато з таких речей є справжніми пам'ятками мистецтва. Всі вони яскраво розфарбовувалися синьою, червоною, чорною, білою і жовтою фарбами.

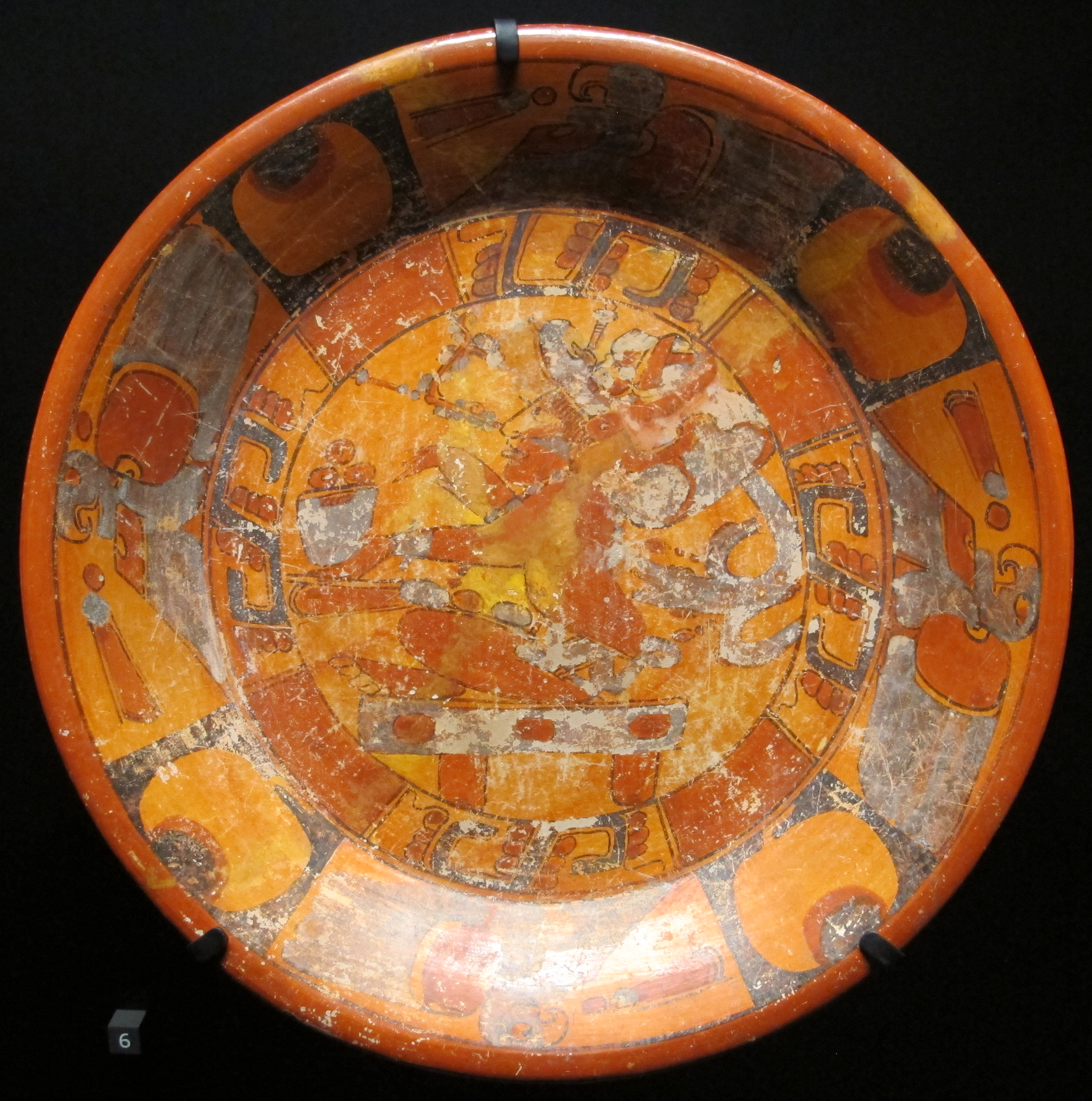
Тарілка
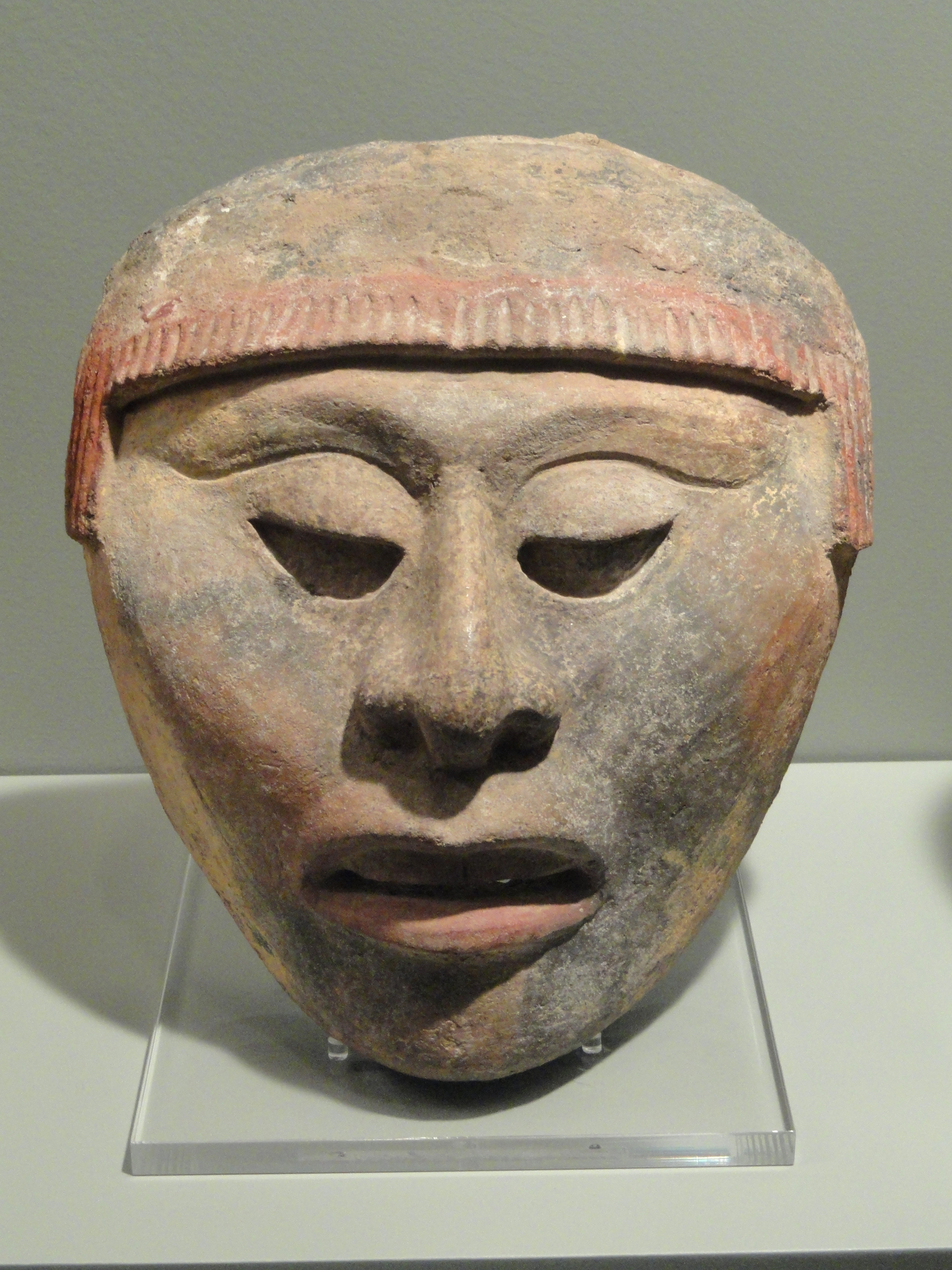
Керамічна маска
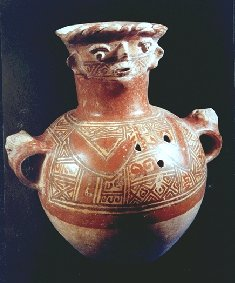
Поховальна урна
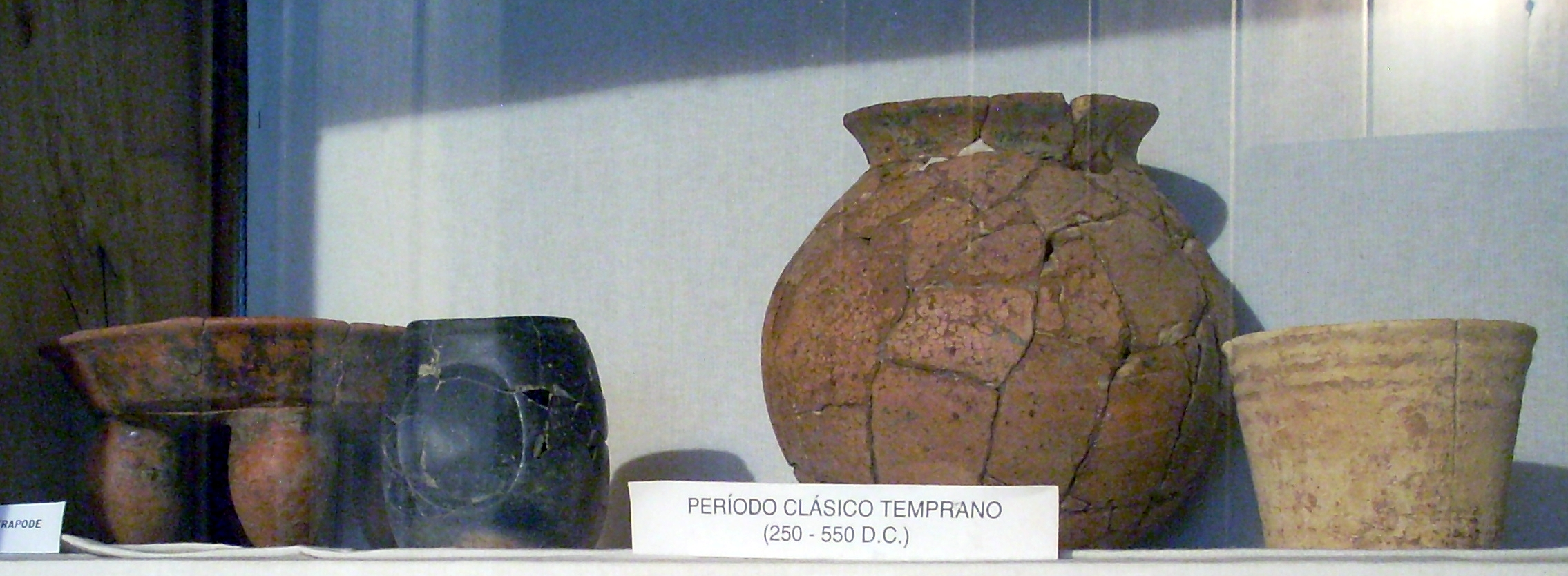
Кераміка початку класичного періоду
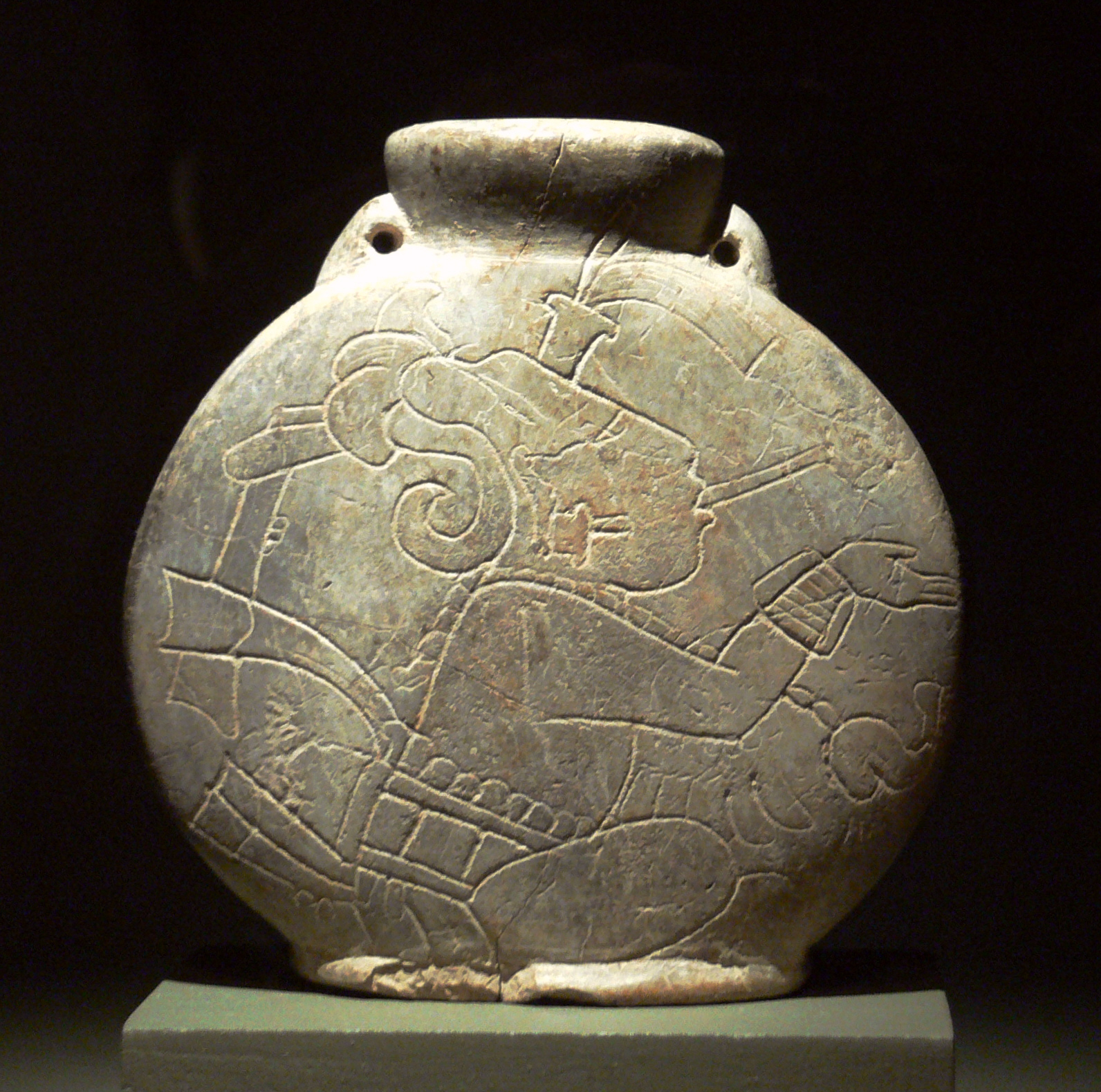
Пляшка із зображенням володаря
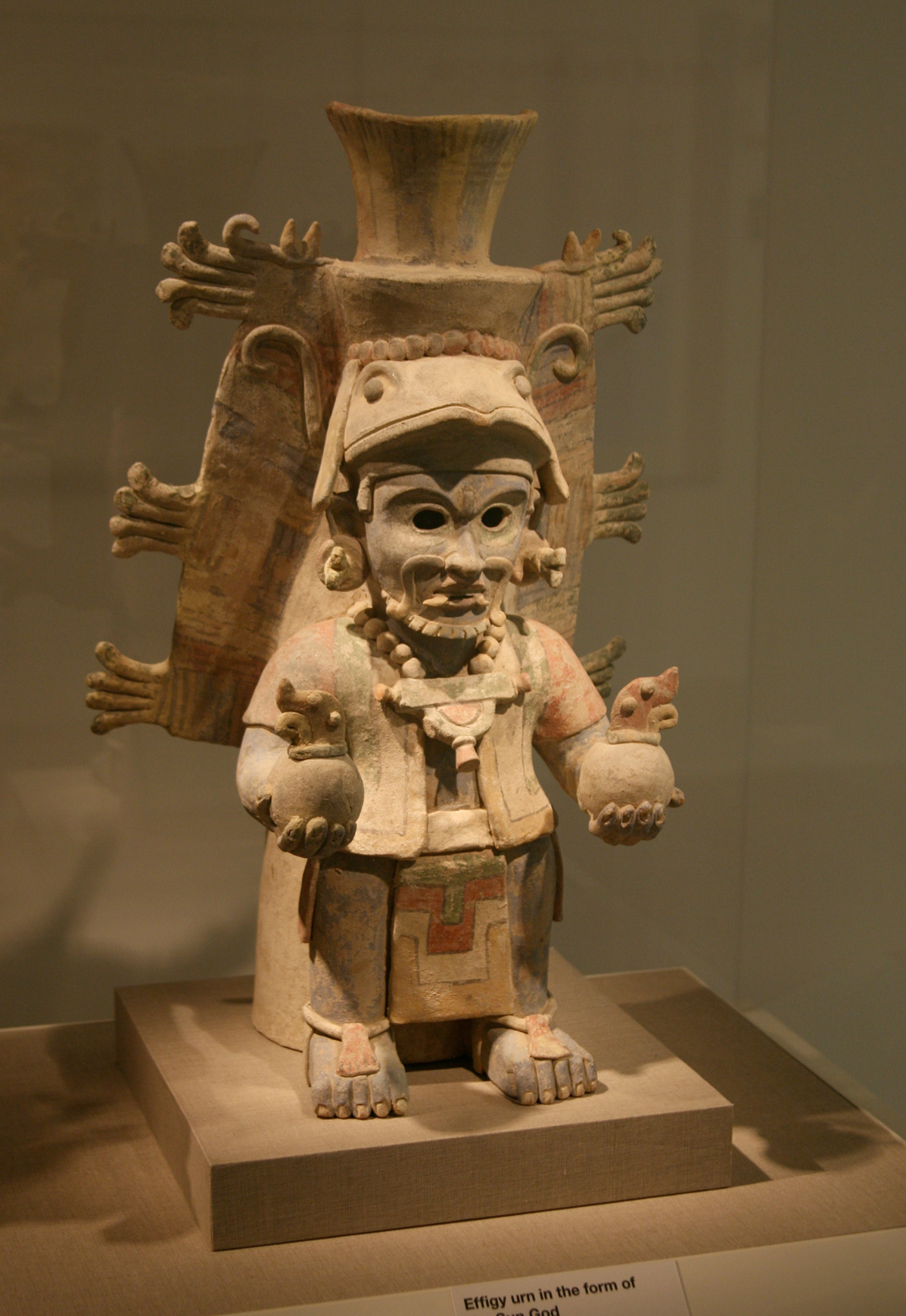
Бог сонця
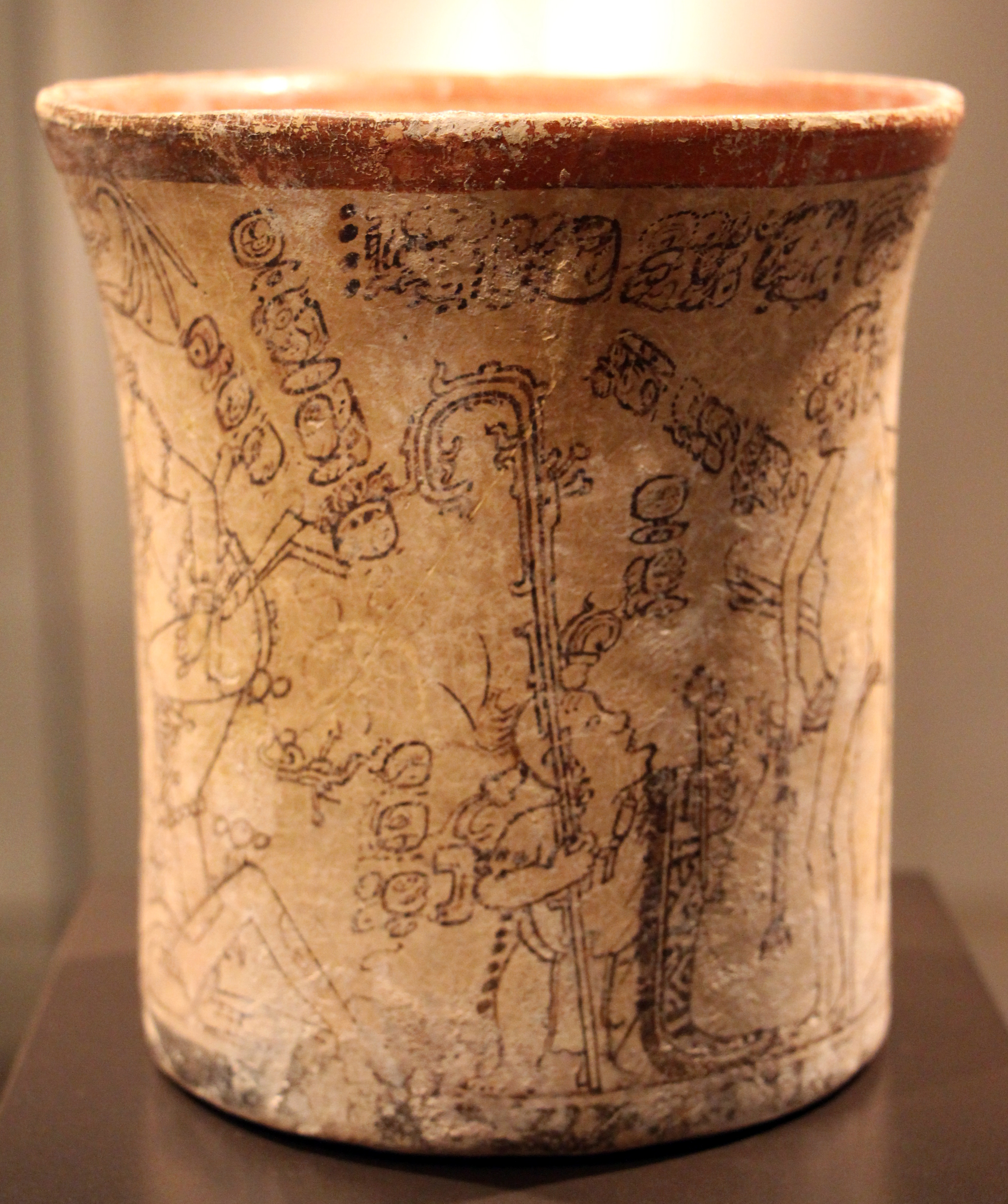
кубок з міфологічною сценою